# Limbach-Oberfrohna
Limbach-Oberfrohna là một thị xã thuộc huyện Zwickau trong bang tự do Sachsen, Đức. Đô thị này có diện tích 50,17 km2, dân số cuối năm 2006 là 26.597 người.
Đô thị Limbach-Oberfrohna nằm ở khu vực công nghiệp chế tạo của Chemnitz. Tại đây có một công viên và đài tưởng niệm nhà soạn nhạc Johannes Pache. Đô thị này nằm gần Bundesautobahn 4 và Bundesautobahn 72. Chemnitz, có cự ly 15 km về phía tây của Limbach-Oberfrohna.